# Galloping Hoofs

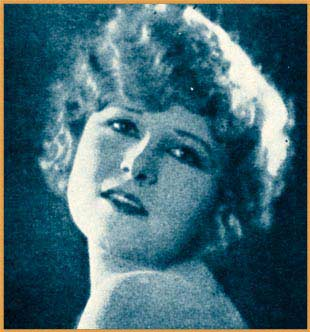
Allene Ray, estrela do seriado.

Galloping Hoofs é um seriado estadunidense de 1924, gênero Western, dirigido por George B. Seitz, em 10 capítulos, estrelado por Allene Ray e Johnnie Walker. Produzido pela Malcolm Strauss Pictures e distribuído pela Pathé Exchange, veiculou nos cinemas estadunidenses entre 21 de dezembro de 1924 e 22 de fevereiro de 1925.
Este seriado é considerado perdido.

## Sinopse
Relata a história de uma cobiçada caixa de tesouro e a tentativa desesperada de uma jovem para manter a fazenda que herdou de seu pai.

## Elenco
- Allene Ray … Carole Page
- Johnnie Walker[4] … David Kirby
- J. Barney Sherry … Richard Shaw
- Ernest Hilliard … Stephen Carrington
- Armand Cortes … Perry Gerard (creditado Armand Cortez)
- William Nally … Bob Monson
- George Nardelli … Emirof Smyrniston
- Albert Roccardi … Aby y'Souf

## Capítulos
1. The Sealed Box
2. The Mountain Raid
3. Neck and Neck
4. The Duplicate Box
5. The Fateful Jump
6. Raging Waters
7. Out of the Depths
8. Ambushed
9. Tricked
10. Flying Colors

## Produção
Foi um dos quatro únicos filmes produzidos pela Malcolm Strauss Pictures, dois deles seriados.